# Grand Prix Formule 1 van Duitsland 2000
De Grand Prix Formule 1 van Duitsland 2000 werd gehouden op 30 juli 2000 op de Hockenheimring in Hockenheim.

## Kwalificatie
De kwalificatie kende wisselvallig weer,  waardoor iedereen gauw een snelle ronde wilde neerzetten voordat de regen weer zou vallen.
Rubens Barrichello had pech: zijn wagen viel stil waardoor hij uiteindelijk slechts de achttiende tijd kon neerzetten.
David Coulthard pakte pole, voor Michael Schumacher, Giancarlo Fisichella en Mika Häkkinen.

## De race
Mika Häkkinen maakte veruit de beste start en pakte de leiding,  ondertussen maakte Coulthard zich breed om Schumacher te blocken waarbij de Duitser op zijn beurt naar links stuurde,  waar op dat moment Fisichella al reed.  Een botsing was het gevolg en  beide mannen eindigden in de bandenstapels.
Rubens Barrichello had ondertussen niets te verliezen en haalde de een na de ander in, zodat hij tegen de helft van de wedstrijd weer zicht had op een podiumklassering.
De McLarens reden ruim aan de leiding en leken op weg naar een 1-2-overwinning  tot er plotseling een vreemde man naast de baan liep en ook de baan overstak midden op het eerste lange rechte stuk in de bossen.
De safety-car werd de baan opgestuurd zodat de man veilig opgepakt kon worden,  maar de McLarens hadden de pech dat ze in de ronde dat de safety-car op de baan kwam nog een hele ronde moesten rijden terwijl de rest al meteen een pitstop kon maken.
In de ronde nadat de safety-car weer naar binnen was gegaan ging het meteen weer mis: nu crashte Jean Alesi zwaar na een botsing met Pedro Diniz en het gevolg was dat de safety-car opnieuw voor een paar ronden de race moest neutraliseren.
Toen de race weer vrijgegeven was begon het al gauw te regenen, waarbij de McLaren-coureurs geen risico durfden te nemen en de pits in gingen voor regenbanden.  Rubens Barrichello, Heinz-Harald Frentzen en Ricardo Zonta besloten op de droogweerbanden te blijven rijden waarmee Barrichello en Frentzen eerste en tweede kwamen te liggen, terwijl Zonta een stop & go penalty kreeg voor inhalen onder geel,  om vervolgens uit de race te spinnen.
De coureurs op de droogweerbanden verloren echter weinig tijd of waren zelfs iets sneller dan de coureurs op regenbanden,  aangezien een deel van het circuit nat was en een groot deel van de baan droog bleef.
Rubens Barrichello kon hierdoor naar zijn allereerste overwinning rijden.  Frentzen lag tot kort voor het einde tweede, maar viel uit met versnellingsbakproblemen.  
Barrichello had lang moeten wachten (123 races) op zijn eerste overwinning  en stond huilend op het podium.

## Uitslag
| Positie | Nummer | Rijder                | Team               | Ronden | Tijd/Opgave     | Startplaats | Punten |
| ------- | ------ | --------------------- | ------------------ | ------ | --------------- | ----------- | ------ |
| 1       | 4      | Rubens Barrichello    | Scuderia Ferrari   | 45     | 1:25:34.418     | 18          | 10     |
| 2       | 1      | Mika Häkkinen         | McLaren - Mercedes | 45     | +7.452          | 4           | 6      |
| 3       | 2      | David Coulthard       | McLaren - Mercedes | 45     | +21.168         | 1           | 4      |
| 4       | 10     | Jenson Button         | Williams-BMW       | 45     | +22.685         | 16          | 3      |
| 5       | 17     | Mika Salo             | Sauber - Petronas  | 45     | +27.112         | 15          | 2      |
| 6       | 18     | Pedro de la Rosa      | Arrows - Supertec  | 45     | +29.080         | 5           | 1      |
| 7       | 9      | Ralf Schumacher       | Williams-BMW       | 45     | +30.898         | 14          |        |
| 8       | 22     | Jacques Villeneuve    | BAR-Honda          | 45     | +47.537         | 9           |        |
| 9       | 6      | Jarno Trulli          | Jordan-Mugen-Honda | 45     | +50.901         | 6           |        |
| 10      | 7      | Eddie Irvine          | Jaguar Racing      | 45     | +1:19.664       | 10          |        |
| 11      | 21     | Gaston Mazzacane      | Minardi            | 45     | +1:29.504       | 21          |        |
| 12      | 15     | Nick Heidfeld         | Prost Grand Prix   | 40     | Dynamo          | 13          |        |
| DNF     | 5      | Heinz-Harald Frentzen | Jordan-Mugen-Honda | 39     | Versnellingsbak | 17          |        |
| DNF     | 19     | Jos Verstappen        | Arrows - Supertec  | 39     | Gespind         | 11          |        |
| DNF     | 23     | Ricardo Zonta         | BAR-Honda          | 37     | Gespind         | 12          |        |
| DNF     | 20     | Marc Gené             | Minardi            | 33     | Motor           | 22          |        |
| DNF     | 12     | Alexander Wurz        | Benetton Formula   | 31     | Elektrisch      | 7           |        |
| DNF     | 16     | Pedro Diniz           | Sauber - Petronas  | 29     | Botsing         | 19          |        |
| DNF     | 14     | Jean Alesi            | Prost Grand Prix   | 29     | Botsing         | 20          |        |
| DNF     | 8      | Johnny Herbert        | Jaguar Racing      | 12     | Versnellingsbak | 8           |        |
| DNF     | 3      | Michael Schumacher    | Scuderia Ferrari   | 0      | Botsing         | 2           |        |
| DNF     | 11     | Giancarlo Fisichella  | Benetton Formula   | 0      | Botsing         | 3           |        |

## Wetenswaardigheden
- Dit is de eerste Grand Prix-overwinning van Rubens Barrichello. Het is ook de eerste Braziliaanse overwinning sinds Ayrton Senna in de Grand Prix van Australië in 1993.
- 123 races had Rubens Barrichello gereden voordat hij zijn eerste race won,  een record dat in 2009 werd verbroken door Mark Webber.
- Jarno Trulli lag op de tweede plaats toen hij een stop-en-go-penalty kreeg omdat hij ingehaald zou hebben onder de safety car. Nadat hij de penalty had ingelost, bleek uiteindelijk bij het team van Jordan dat Trulli niet had ingehaald en dus nooit bestraft had mogen worden.
- De man die plotseling op het parcours liep was een ex-medewerker van Mercedes, die uit boosheid over zijn ontslag wilde protesteren. Het protest slaagde min of meer,  want de beide Mclaren-Mercedessen reden aan de kop van het veld en verloren deze vanwege de safety-car die moest uitkomen.

## Statistieken
| Snelste ronde | Rubens Barrichello | Scuderia Ferrari | 1:44.300 |

## Noot
- Dit was de tiende pole position voor David Coulthard.
- Eerste Grand Prix-winst voor Rubens Barrichello. Barrichello won zijn eerste race pas in zijn 123ste Grand Prix, en hiermee verbrak hij het 'record' van Mika Häkkinen die 96 Grands Prix moest wachten tot zijn eerste Grand Prix-winst tijdens de Grote Prijs van Europa van 1997.

1931 · 1932 · 1934 · 1935 · 1936 · 1937 · 1938 · 1939 · 1951 · 1952 · 1953 · 1954 · 1956 · 1957 · 1958 · 1959 · 1961 · 1962 · 1963 · 1964 · 1965 · 1966 · 1967 · 1968 · 1969 · 1970 · 1971 · 1972 · 1973 · 1974 · 1975 · 1976 · 1977 · 1978 · 1979 · 1980 · 1981 · 1982 · 1983 · 1984 · 1985 · 1986 · 1987 · 1988 · 1989 · 1990 · 1991 · 1992 · 1993 · 1994 · 1995 · 1996 · 1997 · 1998 · 1999 · 2000 · 2001 · 2002 · 2003 · 2004 · 2005 · 2006 · 2008 · 2009 · 2010 · 2011 · 2012 · 2013 · 2014 · 2016 · 2018 · 2019